# La Côte sauvage à Belle-Isle
Pour plus de détails, voir Fiche technique et Distribution.
La Côte sauvage à Belle-Isle est un film muet français réalisé par Louis Feuillade, sorti en 1909.

## Fiche technique
- Titre original : La Côte sauvage à Belle-Isle
- Réalisation : Louis Feuillade
- Société de production : Gaumont[1]
- Pays de production :  France